# Пинтер, Гарольд
Га́рольд Пи́нтер (англ. Harold Pinter; 10 октября 1930, Лондон — 24 декабря 2008, там же) — английский драматург, поэт, режиссёр, актёр, общественный деятель. Один из самых влиятельных британских драматургов своего времени.
Начиная с его первой пьесы, «Комната» (1957), литературная карьера Пинтера продолжалась более 50 лет и включила в себя 29 пьес, 27 сценариев, большое количество скетчей, радио- и телепостановок, стихов, один роман, рассказы, эссе, речи, письма, фарсы. Хотя внешние приметы драматургии Пинтера соответствуют реалистическому театру, однако отношения между персонажами и развитие диалога и событий непредсказуемы и нетипичны, допускают различные толкования. Имя Пинтера даже дало название литературному определению «пинтеризм», отражающий специфическую писательскую манеру драматурга.
Лауреат Нобелевской премии по литературе 2005 года. Кавалер ордена Британской империи, кавалер Ордена Кавалеров Чести, Ордена Почётного легиона, Сретенского ордена I степени (2013, посмертно), является лауреатом многих литературных наград, в том числе премии Кафки, Пиранделло, Шекспира, театральной премии имени Лоренса Оливье, французского приза «Мольер», почётным доктором наук полутора десятков европейских университетов. Нобелевская премия присуждена за пьесы, в которых он «приоткрывает пропасть, лежащую под суетой повседневности, и вторгается в застенки угнетения».

## Биография
Гарольд Пинтер родился 10 октября 1930 года в Ист-Энде, Лондон, в еврейской семье, где был единственным ребёнком. Его отец, Хайман «Джек» Пинтер (1902—1997) был дамским портным; его мать, Фрэнсис (урожденная Московиц; 1904—1992), — домохозяйкой. По словам самого Пинтера, его родители были «очень солидными, очень уважаемыми евреями среднего класса».
Пинтер верил ошибочному мнению тетушки, что семья была сефардской и бежала от испанской инквизиции; так, в своих ранних стихах Пинтер использовал псевдоним Pinta, а в других случаях использовал вариации, такие как da Pinto. Более поздние исследования Леди Антонии Фрейзер, второй жены Пинтера, показали, что легенда была апокрифической; трое дедушек и бабушек Пинтера были родом из Польши, а четвертый — из Одессы, так что семья была ашкеназской.
Дом семьи Пинтера в Лондоне описывается его официальным биографом Майклом Биллингтоном как «солидная трёхэтажная вилла из красного кирпича, расположенная недалеко от шумной, шумной, оживлённой магистрали Нижнего Клэптон-Роуд». В 1940 и 1941 годах, после Блица, Пинтер был эвакуирован из своего дома в Лондоне в Корнуолл и Рединг. Биллингтон утверждает, что «интенсивность ежедневного опыта жизни и смерти» до и во время Блица оставила Пинтера с глубокими воспоминаниями «об одиночестве, недоумении, разлуке и потере: темы, которые есть во всех его работах».
Пинтер открыл свой социальный потенциал, когда учился в школе Хакни-Даунс, Лондонской гимназии, между 1944 и 1948 годами. — «Отчасти из-за школы, а отчасти из-за общественной жизни Клуба мальчиков Хакни … у него сформировалась почти жреческая вера в силу мужской дружбы. Друзья, которых он приобрёл в те дни — в особенности Генри Вульф, Майкл (Мик) Гольдштейн и Моррис (Мойше) Верник, —всегда были жизненно важной частью эмоциональной структуры его жизни». Большое влияние на Пинтера оказал его вдохновляющий учитель английского языка Джозеф Брирли, который руководил им в школьных спектаклях и с которым он подолгу гулял, беседуя о литературе. По словам Биллингтона, под руководством Брирли «Пинтер блистательно освоил английской язык, писал для школьного журнала и открыл в себе актёрский дар». В 1947 и 1948 годах он играл Ромео и Макбета в режиссёрских постановках Брерли.
В возрасте 12 лет Пинтер начал писать стихи, и весной 1947 года его стихи были впервые опубликованы в школьном журнале «Hackney Downs School Magazine». В 1950 году его стихи впервые были опубликованы вне школьного журнала, в журнале «Poetry London», некоторые из них под псевдонимом «Harold Pinta».
Пинтеру нравилось бегать, и он побил рекорд спринтерской школы Хэкни-Даунс. Он был энтузиастом крикета, взяв с собой биту, когда его эвакуировали во время Блица. В 1971 году он сказал Мелу Гуссову: «Одна из моих главных навязчивых идей в жизни — это игра в крикет. Я постоянно играю, смотрю и читаю об этом». Он был председателем крикетного клуба Gaieties, сторонником Йоркширского крикетного клуба, и много позже посвятил этому спорту раздел своего официального сайта. На одной из стен его кабинета висел портрет молодого человека, играющего в крикет, который описала Сара Лайалл, написав в «Нью-Йорк Таймс»: «Нарисованный Мистер Пинтер, готовый взмахнуть битой, имеет злой блеск в глазах; тестостерон почти слетает с холста». Пинтер одобрил «городскую и требовательную идею крикета как смелого театра агрессии». После его смерти некоторые из его школьных сверстников вспоминали о его достижениях в спорте, особенно в крикете и беге. Посвящённая ему программа на BBC Radio 4 включала в себя эссе о Пинтере и крикете.
Другие интересы, о которых Пинтер говорил интервьюерам, — это семья, любовь и секс, выпивка, писательство и чтение. По словам Биллингтона, «если понятие мужской лояльности, соперничества и страха предательства образует постоянную нить в работе Пинтера, начиная с „Карликов“, то её истоки можно найти в его подростковых годах в Хэкни. Пинтер обожает женщин, с удовольствием флиртует с ними, преклоняется перед их стойкостью и силой. Но, особенно в его ранних работах, они часто рассматриваются как разрушительное влияние на некий чистый и платонический идеал мужской дружбы: один из самых важных из всех потерянных эдемов Пинтера».
Начиная с конца 1948 года, Пинтер учился в Королевской академии драматического искусства в течение двух семестров, но ненавидя школу, пропустил большую часть своих занятий, симулировал нервный срыв и бросил учебу в 1949 году. В 1948 году он был призван на государственную службу. Первоначально ему было отказано в регистрации в качестве сознательного отказчика, что привело к тому, что он дважды подвергался судебному преследованию и был оштрафован за отказ пройти медицинское освидетельствование, прежде чем его регистрация как сознательного отказчика была окончательно принята. Он сыграл небольшую роль в рождественской пантомиме Дика Уиттингтона и его кота на Честерфилдском ипподроме в 1949—1950 годах. С января по июль 1951 года он посещал Центральную школу сценической речи и драматического искусства.
С 1951 по 1952 год он гастролировал по Ирландии со старомодной репертуарной труппой под руководством Энью Максмастера, сыграв более дюжины ролей. В 1952 году он начал появляться в региональных английских репертуарных постановках; с 1953 по 1954 год он работал в труппе Дональда Вулфита, в Королевском театре Хаммерсмита, исполнив восемь ролей. С 1954 по 1959 год Пинтер выступал под сценическим псевдонимом Дэвид Барон. В общей сложности Пинтер сыграл более 20 ролей под этим именем. Чтобы пополнить свой актерский доход, Пинтер работал официантом, почтальоном, вышибалой и уборщиком снега, а между тем, по словам Марка Батти, «питал амбиции поэта и писателя». В октябре 1989 года Пинтер вспоминал: «Я был известен в Англии как актёр около 12 лет. Мои любимые роли, несомненно, были зловещими. Это то, во что можно впиться зубами». В этот период он также исполнял эпизодические роли в своих собственных и чужих работах для радио, телевидения и кино, что он продолжал делать на протяжении всей своей карьеры.
С 1956 по 1980 год Пинтер был женат на Вивьен Мерчант, актрисе, с которой он познакомился на гастролях, возможно, самой известной за её выступление в фильме 1966 года «Альфи». Их сын Дэниел родился в 1958 году. В начале 1970-х годов Мерчант появлялся во многих работах Пинтера, включая «Возвращение домой» на сцене (1965) и на экране (1973), но брак был бурным и нестабильным. В течение семи лет, с 1962 по 1969 год, у Пинтера был тайный роман с телеведущей и журналисткой Би-би-си Джоан Бейквелл, которая вдохновила его на пьесу 1978 года «Предательство», а также на протяжении всего этого периода и за его пределами у него был роман с американской светской львицей, которую он прозвал «Клеопатрой». Эти отношения были ещё одной тайной, которую он скрывал и от жены, и от Бейквелл. Первоначально считалось, что «Предательство» было ответом на его более поздний роман с историком леди Антонией Фрейзер, дочерью 7-го графа Лонгфорда, женой политика и члена Парламента сэра Хью Фрейзера, и распад брака Пинтера.
Пинтер и Мерчант познакомились с Антонией Фрейзер в 1969 году, когда все трое работали вместе над программой Национальной галереи о Марии, королеве Шотландии; несколько лет спустя, 8-9 января 1975 года, у Пинтера и Фрейзер завязались романтические отношения. Эта встреча положила начало их пятилетнему роману. После того, как он скрывал свои отношения от Мерчант в течение двух с половиной месяцев, 21 марта 1975 года, Пинтер наконец сказал ей: «Я встретил кое-кого». После этого «жизнь на Ганновер-террас постепенно стала невозможной», и Пинтер переехал из их дома 28 апреля 1975 года, через пять дней после премьеры «Ничьей земли».
В середине августа 1977 года, после того как Пинтер и Фрейзер провели два года в арендованных и арендованных квартирах, они переехали в её бывший семейный дом в Холланд-парке, где Пинтер начал писать «Предательство». Он переделал его позже, во время отпуска в Гранд-Отеле в Истборне, в начале января 1978 года. После того как развод Фрейзеров стал окончательным в 1977 году, а Пинтеров — в 1980-м, Пинтер женился на Фрейзер 27 ноября 1980 года. Однако из-за двухнедельной задержки с подписанием Мерчантом документов о разводе приём должен был предшествовать самой церемонии, первоначально запланированной на его 50-летие. Вивьен Мерчант умерла от острого алкоголизма в первую неделю октября 1982 года, в возрасте 53 лет. Биллингтон пишет, что Пинтер «сделал всё возможное, чтобы поддержать её», и сожалеет, что в конечном итоге он отдалился от их сына Дэниела после их разлуки, повторного брака Пинтера и смерти Мерчант.
Будучи одарённым музыкантом и писателем-затворником, Дэниел сменил свою фамилию с Пинтер на Брэнд, девичью фамилию своей бабушки по материнской линии, прежде чем Пинтер и Фрейзер вступили в романтические отношения; хотя, по словам Антонии Фрейзер, его отец не мог этого понять, она говорит, что могла: «Пинтер — настолько характерное имя, что ему, должно быть, надоело, что его спрашивают: „а вы не родственники?“». Майкл Биллингтон писал, что Пинтер рассматривал изменение имени Дэниела как «в значительной степени прагматичный шаг со стороны Дэниела, направленный на ограждение от прессы … в безвыходном положении». Фрейзер сказала Биллингтону, что Дэниел «был очень мил со мной в то время, когда ему было бы слишком легко отвернуться от меня … просто потому, что он был единственным центром любви своего отца, а теперь явно не был им». Все ещё непримиримый в момент смерти своего отца, Дэниел Брэнд не присутствовал на похоронах Пинтера.
Биллингтон замечает, что «разрыв с Вивьен и новая жизнь с Антонией должны были оказать глубокое влияние на личность Пинтера и его творчество», хотя он добавляет, что сама Фрейзер не претендовала на влияние на Пинтера или его творчество. В своем дневнике, датированном 15 января 1993 года, Фрейзер описала себя скорее как литературную повитуху Пинтера. Действительно, она сказала Биллингтону, что «другие люди [такие как Пегги Эшкрофт, среди прочих] оказали определяющее влияние на политические убеждения [Пинтера] „и приписала изменения в его писательстве и политических взглядах изменению“ несчастливой, сложной личной жизни … к счастливой, незамысловатой личной жизни», так что «та сторона Гарольда, которая всегда была там, каким-то образом высвободилась. Я думаю, что вы можете видеть это в его работе после „Ничьей земли“ [1975], которая была очень мрачной пьесой».
Пинтер был доволен своим вторым браком и наслаждался семейной жизнью с шестью взрослыми пасынками и 17 приёмными внуками. Даже после нескольких лет борьбы с раком он считал себя «очень удачливым человеком во всех отношениях». Сара Лайалл отмечает в своем интервью 2007 года с Пинтером в «The New York Times», что его «последняя работа, тонкий памфлет под названием „шесть стихотворений для А.“, включает стихи, написанные в течение 32 лет, причем А, конечно же, Леди Антония. Первое стихотворение было написано в Париже, куда они с мистером Пинтером отправились вскоре после знакомства. Более трёх десятилетий спустя эти двое редко расстаются, и Мистер Пинтер становится мягким, даже уютным, когда говорит о своей жене». В этом интервью Пинтер «признал, что его пьесы, полные неверности, жестокости, бесчеловечности и так далее, кажутся противоречащими его домашнему довольству. Как ты можешь писать счастливую пьесу? — сказал он. — Драма — это конфликт и степень возмущения, беспорядка. Я никогда не мог написать счастливую пьесу, но я был в состоянии наслаждаться счастливой жизнью». После его смерти Фрейзер сказала The Guardian: «Он был великим человеком, и для меня было большой честью прожить с ним более 33 лет. Он никогда не будет забыт».

## Гражданский и политический активизм
В 1948—1949 годах, когда ему было 18 лет, Пинтер выступал против политики холодной войны, что привело к его решению стать отказником по соображениям совести и отказаться от Национальной службы в британских вооружённых силах. Однако он сказал интервьюерам, что, если бы он был достаточно взрослым в то время, он бы сражался против нацистов во Второй мировой войне. Он, казалось, выражал двойственность, как безразличие, так и враждебность по отношению к политическим структурам и политикам в своём осеннем интервью 1966 года Paris Review, проведённом Лоуренсом Бенски. Тем не менее, он был одним из первых участников кампании за ядерное разоружение, а также поддерживал британское движение против апартеида (1959—1994), участвуя в отказе британских художников разрешить профессиональные постановки своих работ в ЮАР в 1963 году и в последующих связанных с этим кампаниях. В «Пьесе и её политике», интервью с Николасом Хэрном в 1985 году, Пинтер описал свои ранние пьесы ретроспективно с точки зрения политики власти и динамики угнетения.
В течение последних 25 лет Пинтер все больше сосредоточивал свои эссе, интервью и публичные выступления непосредственно на политических проблемах. Он был офицером Международного пена, путешествуя с американским драматургом Артуром Миллером в Турцию в 1985 году с миссией, спонсируемой совместно с Хельсинкским наблюдательным комитетом для расследования и протеста против пыток заключенных писателей. Там он познакомился с жертвами политического гнета и их семьями. Опыт Пинтера в Турции и его знание турецкого подавления курдского языка вдохновили его на постановку пьесы «Горный язык» в 1988 году. Он также был активным участником кампании солидарности Кубы, организации, которая «проводит кампании в Великобритании против американской блокады Кубы». в 2001 году Пинтер присоединился к Международному Комитету защиты Слободана Милошевича (МКДСМ), который призвал к справедливому судебному разбирательству и свободе Слободана Милошевича, подписав соответствующий «призыв художников к Милошевичу» в 2004 году.
Пинтер решительно выступал против войны в Персидском заливе 1991 года, бомбардировок Югославии силами НАТО в 1999 году во время войны в Косове, военной операции США в Афганистане в 2001 году и вторжения США и их союзников в Ирак в 2003 году. Среди своих провокационных политических заявлений Пинтер назвал премьер-министра Тони Блэра «обманутым идиотом» и сравнил администрацию президента Джорджа Буша-младшего с нацистской Германией. Он заявил, что Соединённые Штаты «стремились к мировому господству, в то время как американская общественность и британский „массовый убийца“ премьер-министр сидели и наблюдали». Он был очень активен в антивоенном движении в Великобритании, выступая на митингах коалиции «Останови войну» и часто критикуя американскую агрессию, например, когда он риторически спросил в своей речи о принятии премии Уилфреда Оуэна за поэзию 18 марта 2007 года: «что бы Уилфред Оуэн предпринял в связи с вторжением в Ирак? Бандитский акт, акт вопиющего государственного терроризма, демонстрирующий абсолютное презрение к концепции международного права». Большую часть своей Нобелевской речи Пинтер посвятил осуждению Америки и политики Джорджа Буша.
Гарольд Пинтер снискал себе славу резкого, загадочного, молчаливого, немногословного, колючего, вспыльчивого и неприступного человека. Резкие политические заявления Пинтера и присуждение ему Нобелевской премии по литературе вызвали резкую критику и даже иногда вызывали насмешки и личные нападки. Историк Джеффри Олдермен, автор официальной истории школы Хакни-Даунс, выразил своё собственное «еврейское мнение» о Гарольде Пинтере: «Каковы бы ни были его заслуги как писателя, актёра и режиссёра, в этическом плане Гарольд Пинтер, как мне кажется, был сильно испорчен, а его моральный компас глубоко поломан». Дэвид Эдгар, писавший в «Гардиан», защищал Пинтера от того, что он называл «ругательством со стороны воюющих сторон», как Йоханн Хари, который считал, что Пинтер не «заслуживает» Нобелевской премии. Позже Пинтер продолжал вести кампанию против войны в Ираке и от имени других политических сил, которые он поддерживал.
Как отмечает Олдермен, например, Пинтер подписал программное заявление «Евреев за справедливость для палестинцев» в 2005 году и его полностраничное объявление: «Что делает Израиль? Призыв евреев в Британии», опубликованный в «Таймс» 6 июля 2006 года, и он был покровителем палестинского фестиваля литературы. В апреле 2008 года подписал среди 105 известных евреев Открытое письмо в связи с юбилеем основания государства Израиль: «Мы не можем праздновать день рождения государства, основанного на терроризме, резне, изгнании людей с их земли».

## Деятельность

### В качестве актёра
Актерская карьера Пинтера длилась более 50 лет и, хотя он часто играл злодеев, включала в себя широкий спектр ролей на сцене и в радио, кино и телевидении. В дополнение к ролям в радио- и телевизионных экранизациях его собственных пьес и драматических набросков, в начале своей карьеры сценариста он несколько раз появлялся в эпизодических ролях в фильмах, основанных на его собственных сценариях; например, как человек из высшего общества в «Слуге» (1963) и как мистер Белл в «Несчастном случае» (1967), оба были поставлены режиссёром Джозефом Лоузи; а также в качестве покупателя книжного магазина в его более позднем фильме «Дневник Черепахи» (1985) с Майклом Гэмбоном, Глендой Джексон и Беном Кингсли в главных ролях.
К числу заметных кино- и телевизионных ролей относится коррумпированный адвокат Сол Абрамс в постановке Би-би-си «Отшельник» (1976), римейк 1941 фильма-нуара «Охота на человека», выпущенного на DVD в 2002 году; и пьяный ирландский журналист в «Лэнгриш, иди» (в главных ролях Джуди Денч и Джереми Айронс) транслировавшийся по BBC Two в 1978 году и выпущенный в кинотеатрах в 2002 году. Более поздние роли Пинтера в кино включали преступника Сэма Росса в фильме «Моджо» (1997), написанном и поставленном Джез Баттерворт по одноименной пьесе Баттерворта; сэр Томас Бертрам (его самая значительная роль в полнометражном фильме) в фильме «Мэнсфилд Парк» (1998), персонаж, которого Пинтер описал как «очень цивилизованного человека, … человека большой чувствительности, но на самом деле он содержит и поддерживает совершенно жестокую систему [работорговли], из которой он получает свои деньги»; и дядя Бенни, наряду с Пирсом Броснаном и Джеффри Рашем, в «Портном из Панамы» (2001). В телевизионных фильмах он играл Мистера Беринга, отца больной раком яичников Вивиан Беринг, которую сыграла Эмма Томпсон в фильме Майка Николса «Остроумие»; и Режиссёр в фильме «Катастрофа» по одноимённой пьесе Сэмюэла Беккета, снятом режиссёром Дэвидом Мэметом как часть проекта «Беккет на пленке» (2001).

### В качестве режиссёра
В 1970-е годы Пинтер стал чаще проявлять себя как режиссёр, а в 1973 году стал заместителем директора Национального театра. Он руководил почти 50 постановками своих и чужих пьес для сцены, кино и телевидения, в том числе 10 постановками произведений Саймона Грея: сценические и/или кинопремьеры «Батли» (1971 на сцене, 1974 в кино), «Другое занятие» (1975), «Задняя колонна» (1978 на сцене; 1980 по телевидению), «Конец игры» (1979 на сцене Национального театра), «Условия Квотермейна» (1981), «Жизнеобеспечение» (1997), «Последний Средний Класс» (1999) и «Старые мастера» (2004). В нескольких из этих постановок снялся Алан Бейтс (1934—2003), который создал сценические и экранные роли не только Батли, но и Мика в первом крупном коммерческом успехе Пинтера «Сторож» (1960 на сцене; экранизирован в 1964); в «Lyric Hammersmith» в 1984 году, он сыграл Николаса в «Перед дорогой» и таксиста на «Вокзале Виктория». Среди более 35 пьес, которые Пинтер направлены были «Ближайшие родственники» (1974) Джона Хопкинса; «Жизнерадостный дух» (1976) Ноэла Кауарда; «Невинные» (1976) Уильяма Арчибальда; «Цирцея и Браво» (1986) Дональда Фрида; «Принимая чью-то сторону» (1995) Рональда Харвуда и «Двенадцать рассерженных мужчин» (1996) Реджинальда Роуза.

### Как драматург
Пинтер был автором 29 пьес и 15 скетчей, а также соавтором двух работ для театра и радио. Он считался одним из самых влиятельных современных британских драматургов, и был отмечен премией Тони за лучшую пьесу 1967 года за «The Homecoming» и несколькими другими американскими премиями и номинациями. Он и его пьесы получили множество наград в Великобритании и других странах мира. Его стиль вошёл в английский язык как прилагательное «Pinteresque», хотя сам Пинтер не любил этот термин и считал его бессмысленным.
По его же сценарию был поставлен фильм «Последний магнат» по роману Фрэнсиса Скотта Фицджеральда (1976). Ещё одна знаменитая картина по сценарию Гарольда Пинтера — «Любовница французского лейтенанта» по роману Джона Фаулза (1981). В 1990 году Пинтер адаптировал для экрана роман Маргарет Этвуд «История служанки», в 1992 году участвовал в экранизации романа Франца Кафки «Процесс». В 1995 году получил премию Дэвида Коэна.
В 2003 году драматург издал сборник стихов «Война», в котором выразил своё осуждение американо-британского вторжения в Ирак. Сборник был удостоен поэтической награды имени Вилфреда Оуэна. Последняя пьеса драматурга «В поисках утраченного времени» (или «Воспоминание о прошлом») написана в 2000 году по мотивам одноимённого романа-эпопеи Марселя Пруста, она была поставлена в лондонском Национальном театре.
Нобелевская премия 2005 года в области литературы присуждена ему за пьесы, в которых он «приоткрывает пропасть, лежащую под суетой повседневности, и вторгается в застенки угнетения».
Весной 2005 года 74-летний писатель объявил о том, что больше не намерен писать пьесы, однако будет продолжать работать в других жанрах, прежде всего в поэзии.
В октябре 2011 года в Британской библиотеке нашли скетч Пинтера «Зонтики» (Umbrellas), который хранился там на протяжении полувека.

## Пьесы
- The Room («Комната», 1957)
- The Birthday Party («День рождения», 1957)
- The Dumb Waiter («Немой официант»/«Кухонный лифт», 1957)
- A Slight Ache (1958)
- The Hothouse (1958)
- The Caretaker («Сторож», 1959)
- A Night Out (1959)
- Night School (1960)
- The Dwarfs (1960)
- The Collection («Коллекция», 1961)
- The Lover («Любовник», 1962)
- The Homecoming («Возвращение домой», 1964)
- Вечернее чаепитие / Tea Party (1964)
- The Basement (1966)
- Landscape («Пейзаж», 1967)
- Молчание / Silence (1968)
- Old Times (1970)
- Монолог / Monologue (1972)
- No Man’s Land («На безлюдье», 1974)
- Betrayal («Предательство», 1978)
- Family Voices («Голоса семьи», 1980)
- Other Places (1982)
- A Kind of Alaska (1982)
- Victoria Station (1982)
- One For The Road («Перед дорогой», 1984)
- Mountain Language («Горский язык», 1988)
- Новый мировой порядок / The New World Order (1991)
- Party Time (1991)
- Лунный свет / Moonlight (1993)
- Прах к праху / Ashes to Ashes (1996)
- Celebration (1999)
- Remembrance of Things Past (2000)

## Фильмография

### Сценарист
- 1963 — Слуга / The Servant
- 1966 — Несчастный случай / Accident
- 1971 — Посредник / The Go-Between
- 1981 — Женщина французского лейтенанта / The French Lieutenant’s Woman
- 1985 — Дневник Черепахи / Turtle Diary
- 1989 — История служанки / The Handmaid’s Tale
- 1990 — Утешение незнакомцев / The Comfort Of Strangers
- 1993 — Процесс / The Trial
- 2007 — Сыщик / Sleuth

### Актёр
- 1963 — Слуга / The Servant — человек в ресторане
- 1966 — Несчастный случай / Accident — Белл, телепродюсер
- 1970 — Взлет и подъем Майкла Риммера / The Rise and Rise of Michael Rimmer — Стивен Хенч
- 1976 — Отшельник / Rogue Male — Сол Абрахамс
- 1985 — Дневник Черепахи / Turtle Diary — мужчина в книжном магазине
- 1996 — Нарушение кодекса / Breaking the Code — Джон Смит
- 1997 — Моджо / Mojo — Сэм Росс
- 1999 — Мэнсфилд-парк / Mansfield Park — сэр Томас Бертрам
- 2001 — Портной из Панамы / The Tailor of Panama — дядя Бенни
- 2002 — Эпилог / Wit — мистер Биринг, отец Вивиан
- 2007 — Сыщик / Sleuth — человек, показанный по телевизору

## Русские издания
- Сторож. — В кн.: Семь английских пьес. М.: Искусство, 1968, с. 473-534.
- Карлики. — СПб.: Амфора, 2006. — 272 с — ISBN 5-367-00218-8; ISBN 0-8021-3266-9.
- Коллекция: пьесы / вступ. ст. Ю. Фридштейна. — СПб.: Амфора, 2006. — 560 с — ISBN 5-367-00097-5.

Содержание: День Рождения, Кухонный лифт, Сторож, Коллекция, Любовник, Возвращение домой, Пейзаж, На безлюдье, Предательство, Голоса семьи, Перед дорогой, Горский язык.